# Distrito Escolar de Central Falls

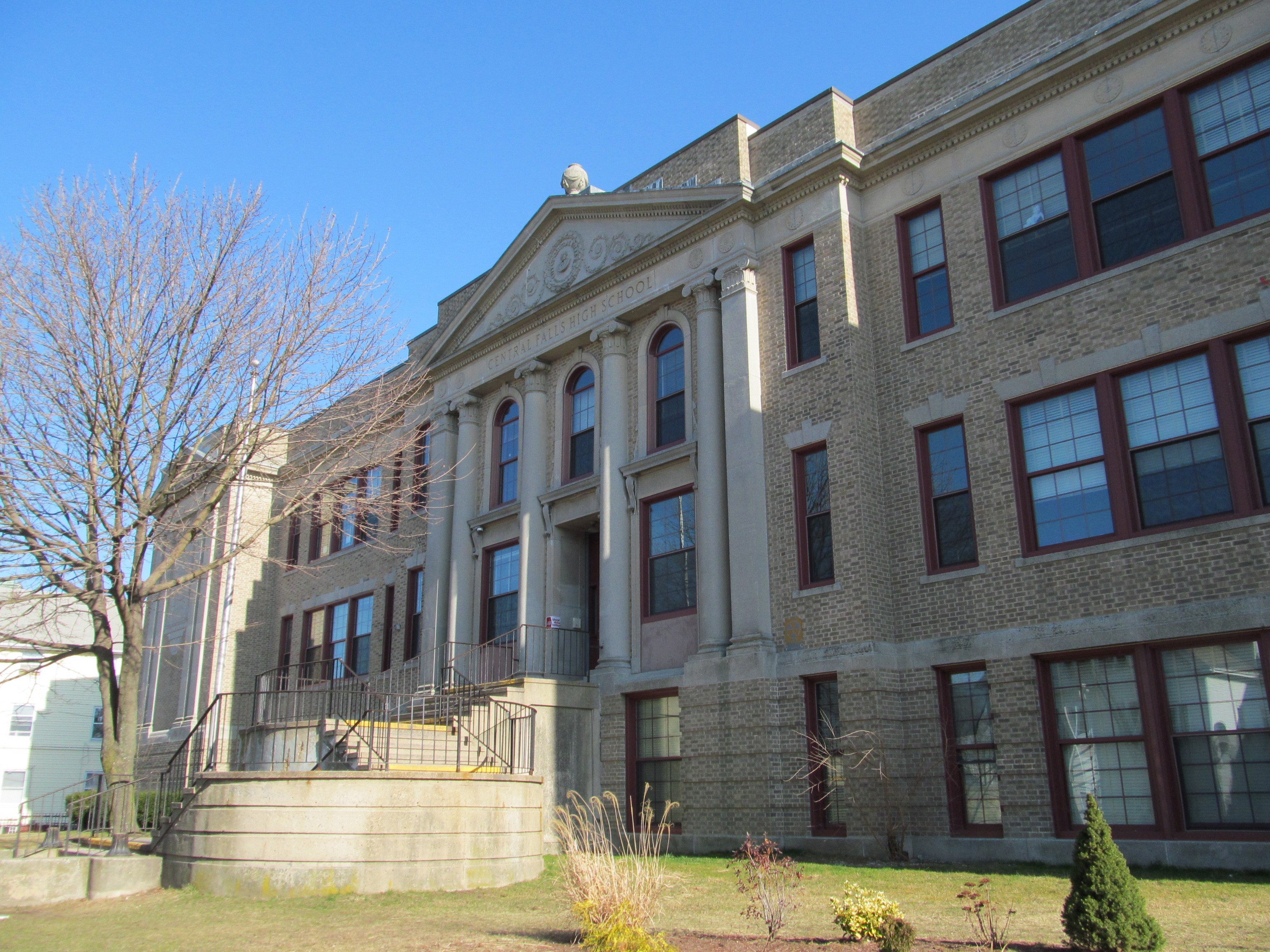
Escuela Secundaria Central Falls

El Distrito Escolar de Central Falls (Central Falls School District, CFSD) es un distrito escolar de Rhode Island. Tiene su sede en Central Falls.

## Historia
En 2010, el distrito despidió a todos los profesores, administradores, y otros empleados de la Escuela Secundaria Central Falls.

## Escuelas
- Escuela secundaria:
  - Escuela Secundaria Central Falls
- Escuela intermedia:
  - Escuela Intermedia Calcutt Middle School

Escuelas primarias:
- Escuela Primaria Alan Shawn
- Escuela Primaria Ella Risk
- Escuela Primaria Margaret Robertson
- Escuela Primaria Veterans Memorial

PreK-Kindergarten:
- Escuela Captain G. Harold Hunt